# スタディオン・デ・ファイフェルベルフ
スタディオン・デ・ファイフェルベルフ（Stadion De Vijverberg）は、オランダ・ヘルダーラント州ドゥーティンヘムにあるサッカー専用スタジアム。単にデ・ファイフェルベルフとも呼ばれ、デ・フラーフスハップがホームスタジアムとして使用している。

## 概要
1954年9月4日、ホームスタジアムとして使用することとなったデ・フラーフスハップ対フォルトゥナ'54の親善試合でこけら落としとなり、12,000人の観客の前で行われた試合は1-1の引き分けに終わった。1970年と1998年から1999年にかけての2度に渡って行われた改修工事によって、現在は4つのスタンド全てが屋根で覆われており、収容人数12,600人はヘルダーラント州内においてヘルレドームに次ぐ州内2番目の規模を誇るスタジアムとなっている。
2017年7月には、UEFA欧州女子選手権2017の会場に選ばれ、合計5試合が行われた。
2020年7月、クラブのサポーターら有志が集い、スタジアムの外壁や座席に青と白の塗料で装飾を施し、北スタンドにはクラブのロゴを描いた。

## 開催された主なイベント
- 2005 FIFAワールドユース選手権

ラウンド16の2試合を含む合計8試合
- UEFA欧州女子選手権2017

| 日付          | ホームチーム | 結果 | アウェーチーム | ラウンド  |
| ------------- | ------------ | ---- | -------------- | --------- |
| 2017年7月16日 | デンマーク   | 1-0  | ベルギー       | グループA |
| 2017年7月19日 | スペイン     | 2-0  | ポルトガル     | グループD |
| 2017年7月22日 | アイスランド | 1-2  | スイス         | グループC |
| 2017年7月25日 | スウェーデン | 2-3  | イタリア       | グループB |
| 2017年7月29日 | オランダ     | 2-0  | スウェーデン   | 準々決勝  |

## ギャラリー

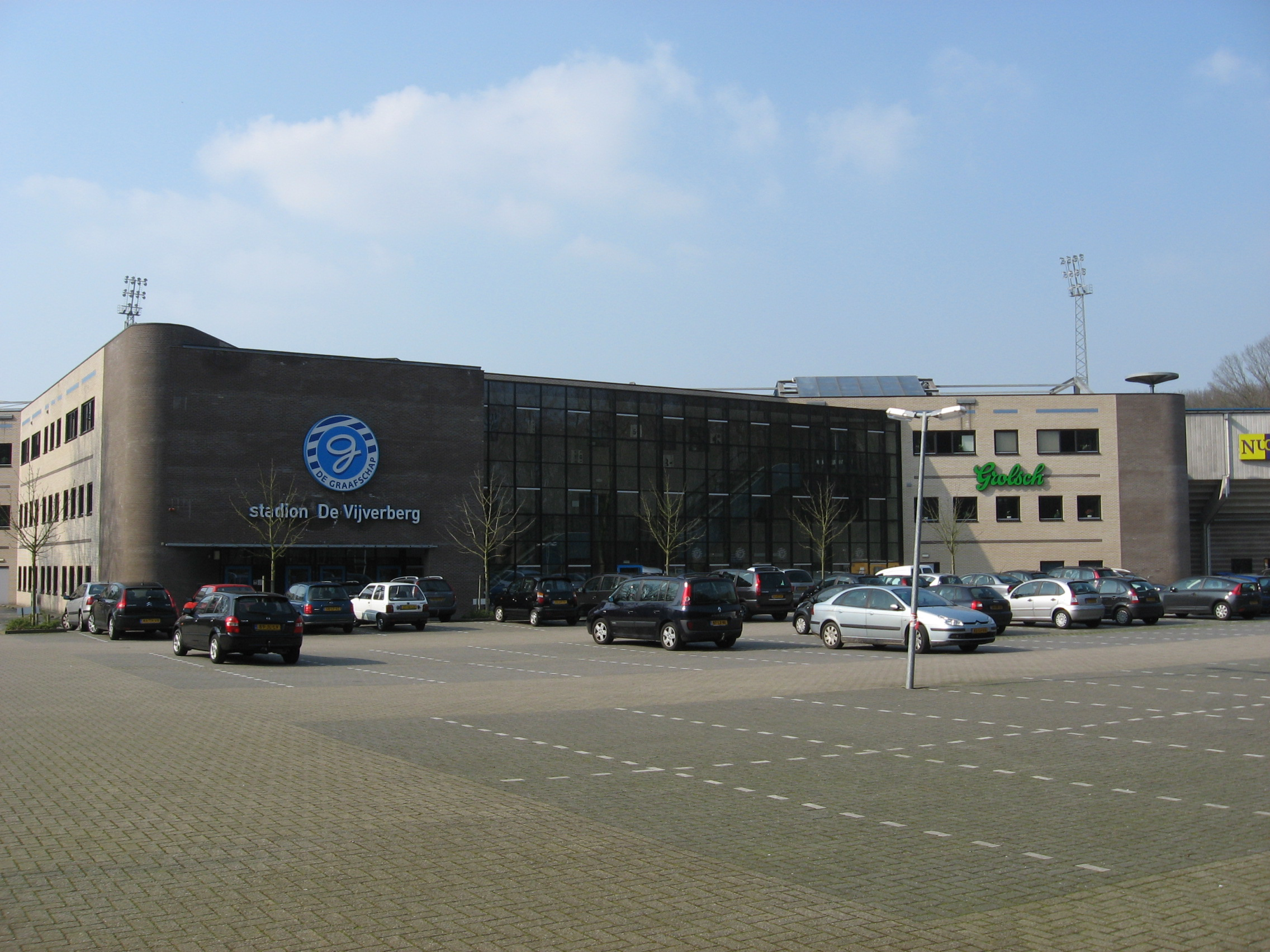
2007年の外観 (南側)
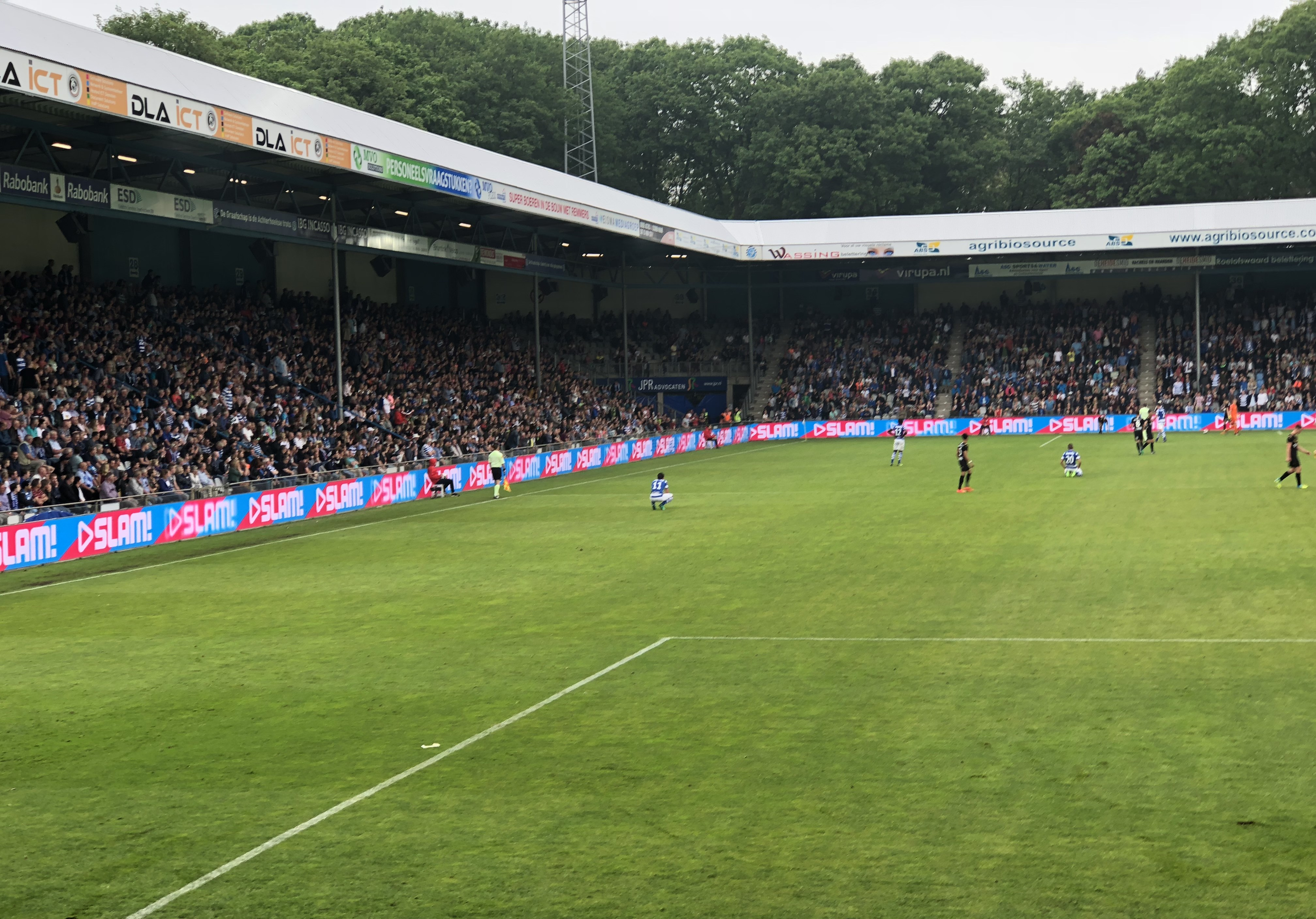
2017年の内観
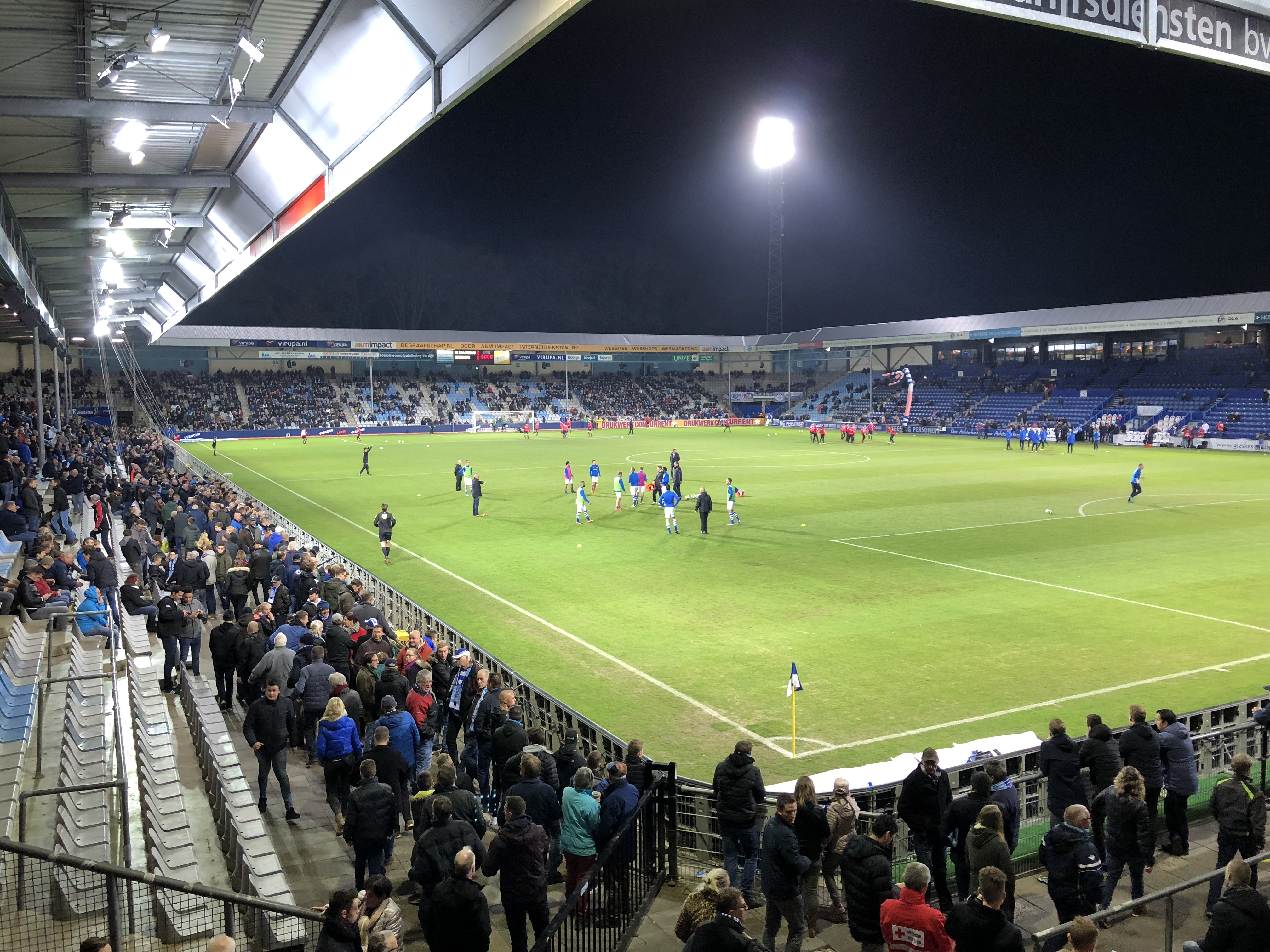
コーナーからの眺め (2017年)
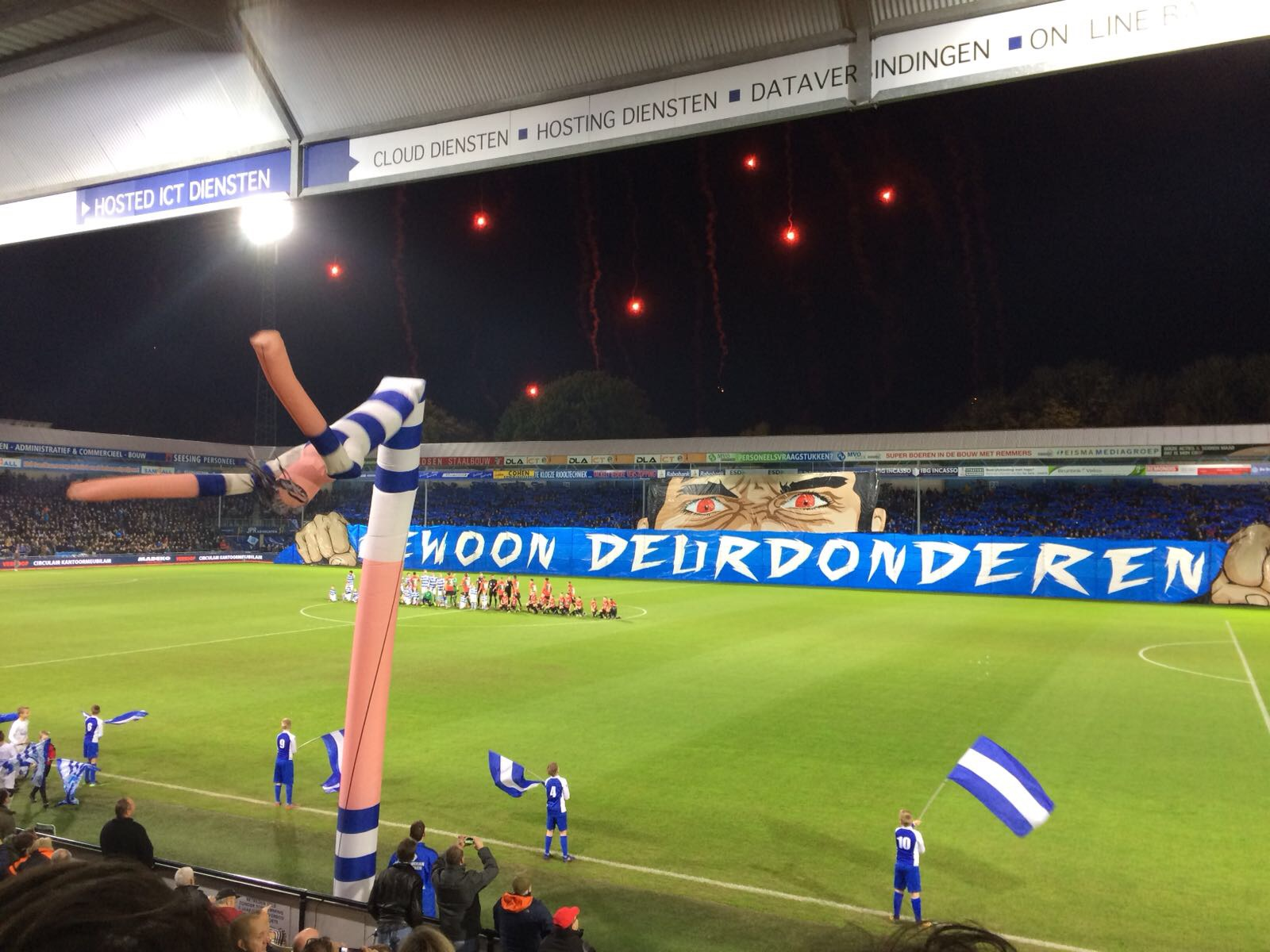
2018年の内観